# RK Bjelovar
Maillots
Le  Rukometni Klub Bjelovar (RK Bjelovar)  est un club de handball croate, basé à Bjelovar. Il fut l’un des plus grands clubs européens dans les années 1960 et 1970.

## Histoire
Le club fut fondé en 1955 sous le nom de Partizan Bjelovar, il remporte son premier titre dès sa première année en première division yougoslave en 1958. La saison suivante, le Partizan ne parvient pas à conserver son titre, terminant deuxième derrière le RK Borac Banja Luka avec seulement un point d'écart. Participant pour la première fois à la Coupe des clubs champions, le club est éliminé au premier tour par le club roumain du Dinamo Bucarest.
Lors de la saison 1959/1960, le Partizan réédite sa place de dauphin derrière le RK Borac Banja Luka mais remporte sa première Coupe de Yougoslavie. La saison suivante, le club remporte son deuxième sacre de champion de Yougoslavie.
Qualifié pour la deuxième fois en Coupe des clubs champions, le Partizan réalise une très belle campagne européenne puisque, après avoir éliminé les autrichiens du ATSV Linz au deuxième tour, les suisses du BSV Berne lors des seizième de finales puis les danois du AGF Aarhus Håndbold, le club réussit à atteindre la finale se déroulant à Paris où il est battu par les Allemands du Frisch Auf Göppingen 18 à 13.
Les saisons suivantes, le club ne remporte plus de titres et accumule les deuxièmes et troisièmes places jusqu'en 1967 où le Partizan remporte son troisième titre de Champion. Puis, lors de la saison 1967/1968, le Partizan parvient à conserver son titre et remporte également la Coupe. Sur le plan international, le club est éliminé de la Coupe des clubs champions par les tchécoslovaques du HC Dukla Prague. La saison 1968/1969 ne fut pas européenne à cause du Printemps de Prague, alors que sur le plan national, le Partizan finit troisième du Championnat à trois points du RK Crvenka.
Les trois saisons suivantes, le club montre sa suprématie en remportant le Championnat de Yougoslavie, mais cette suprématie ne s'arrête pas que sur le plan national puisque le Partizan Bjelovar réussit l'incroyable exploit de remporter la prestigieuse Coupe des clubs champions en 1972 : après s'être défait des italiens du HC Flaminio Genovesi Rome lors du deuxième tour, des islandais du FH Hafnarfjörður lors des quarts de finale, des soviétiques du CSIA Moscou en demi-finale, le Partizan réussit à battre les tenant du titre, les Ouest-Allemands du VfL Gummersbach en finale, qui se déroulait à Dortmund, sur le score de 19 à 14.
La saison suivante, le club atteint à nouveau la finale de la Coupe des clubs champions mais doit s'incliner 14 à 19 face au CSIA Moscou.
Les saisons suivantes sont moins fructueuses puisque le club ne remporte plus de titre jusqu'en 1976, année où il remporte sa troisième Coupe de Yougoslavie au détriment de Celje. S'il ajoute ensuite deux autres sacres de Champion en 1977 et en 1979 avec notamment Zvonimir Serdarušić dans ses rangs et devient alors le club le plus titré de Yougoslavie, le club recule ensuite dans la hiérarchie, étant dominé par le Metaloplastika Šabac dans les années 1980 puis par le RK Zagreb depuis l'indépendance de la Croatie en 1991. Le club change de nom à cette époque pour devenir le RK Bjelovar.

## Palmarès
Le palmarès du Rukometni Klub Bjelovar est :
| Compétitions internationales                                                                                           | Compétitions nationales |
| - Coupe des clubs champions (C1) - Vainqueur (1) : 1972 - Finaliste (2) : 1962, 1973 - Demi-finaliste (2) : 1968, 1971 | - Champion de Yougoslavie - Vainqueur (9) : 1958, 1961, 1967, 1968, 1970, 1971, 1972, 1977, 1979 - Vice-champion (6) : 1959, 1960, 1963, 1964, 1976, 1978 - Coupe de Yougoslavie - Vainqueur (1) : 1960, 1968, 1976 - Finaliste (2) : 1958, 1963 |

## Personnalités liées au club
- Mirko Bašić : joueur de 1972 (junior) à 1980
- Hrvoje Horvat : joueur de 1959 à 1979
- Željko Nimš (en) : joueur de 1967 à 1982
- Miroslav Pribanić (en) : joueur au moins de 1966 à 1977
- Željko Seleš (hr) : entraîneur de 1955 à 1973
- Zvonimir Serdarušić : joueur de 1973 à 1980
- Rastko Stefanovič : joueur avant 1990
- Albin Vidović : joueur de 1956 (junior) à 197?